# Heterolinyphia secunda
Heterolinyphia secunda är en spindelart som beskrevs av Thaler 1999. Heterolinyphia secunda ingår i släktet Heterolinyphia och familjen täckvävarspindlar.
Artens utbredningsområde är Bhutan. Inga underarter finns listade i Catalogue of Life.